# Gare de Pukatawagan
La gare de Pukatawagan est une gare ferroviaire canadienne de la ligne de Sherritt jonctions à Lyn Lake. Elle est située à environ 5 kilomètres à l'est de Pukatawagan dans la province du Manitoba.

## Situation ferroviaire
La gare de Pukatawagan est située sur l'embranchement du Pas à Lynn Lake, après la gare ouverte de Sherritt jonction.

## Service des voyageurs

### Desserte
Pukatawagan est desservie par des trains de la relation Le Pas - Pukatawagan.